# Pfarrhaus Mulsum
Das Pfarrhaus Mulsum, Achtern Büttel 11, südlich der Kirche St. Marien in der niedersächsischen Gemeinde Wurster Nordseeküste, Ortsteil Mulsum, im Landkreis Cuxhaven, stammt aus der ersten Hälfte des 20. Jahrhunderts.
Aktuell (2024) wird es als Wohnhaus und evangelisches Pfarramt genutzt.
Das Gebäude steht unter Denkmalschutz (siehe auch Liste der Baudenkmale in Wurster Nordseeküste).

## Beschreibung
Das eingeschossige traufständige Gebäude in Backstein mit Satteldach, zwei großen dreiachsigen Zwerchhäusern nach Osten und Westen, mit straßenseitig symmetrischer Fassade und mittigem Eingang, mit sparsamem Backsteinschmuck und einer keilförmig einbindenden Dreiecksmauerung an den Giebeln sowie stilisierter Rahmung des Eingangs, wurde um 1925 im Stil der 1920er Jahre als Pfarr- und Gemeindehaus gebaut.
Auf dem baumbestandenen Hof stehen weitere nicht denkmalgeschützte Nebengebäude.
Das Landesdenkmalamt befand u. a.: „zeittypischer Form Bezug nimmt auf regionale Materialität und Gestaltungsbesonderheiten“.